# Nisa (Portugal)
Nisa és un municipi portuguès, situat al districte de Portalegre, a la regió d'Alentejo i a la subregió de l'Alto Alentejo. L'any 2004 tenia 8.047 habitants. Limita a l'oest i al nord amb Vila Velha de Ródão, a l'est amb Extremadura, al sud-est amb Castelo de Vide, al sud amb Portalegre, al sud-oest amb Gavião i a nord-oest amb Mação.

## Personatges il·lustres
- Álvaro Semedo, (1585 - 1658) jesuïta, escriptor, sinòleg, i traductor, missioner a la Xina durant el final de la dinastia Ming i principis de la dinastia Qing.

## Població
| Població del concelho de Nisa (1801 – 2004) | Població del concelho de Nisa (1801 – 2004) | Població del concelho de Nisa (1801 – 2004) | Població del concelho de Nisa (1801 – 2004) | Població del concelho de Nisa (1801 – 2004) | Població del concelho de Nisa (1801 – 2004) | Població del concelho de Nisa (1801 – 2004) | Població del concelho de Nisa (1801 – 2004) | Població del concelho de Nisa (1801 – 2004) |
| ------------------------------------------- | ------------------------------------------- | ------------------------------------------- | ------------------------------------------- | ------------------------------------------- | ------------------------------------------- | ------------------------------------------- | ------------------------------------------- | ------------------------------------------- |
| 1801                                        | 1849                                        | 1900                                        | 1930                                        | 1960                                        | 1981                                        | 1991                                        | 2001                                        | 2004                                        |
| 3267                                        | 6125                                        | 13255                                       | 16697                                       | 17976                                       | 10734                                       | 9864                                        | 8585                                        | 8047                                        |

## Freguesies
- Alpalhão
- Amieira do Tejo
- Arez
- Espírito Santo (Nisa)
- Montalvão
- Nossa Senhora da Graça (Nisa)
- Santana
- São Matias
- São Simão
- Tolosa